# BV Saipa Teheran
BV Saipa Teheran (farsi: باشگاه والیبال سایپا تهران) är volleybollsektionen av Saipa Sport och ägs av biltillverkaren SAIPA. Klubben grundades 1989 i Karaj, men har sedan flyttat till Teheran. Både dam- och herrlaget spelar i högsta serien (iranska förstaligan i volleyboll för damer resp. iranska förstaligan i volleyboll för herrar).
Damlaget blev iranska mästare 2020–2021 och har blivit två tre gånger (2007–2008, 2008–2009 och 2021–2022). Herrlaget har kommit tvåa inte mindre än sju gånger (2005–2006, 2007–2008, 2008–2009, 2009–2010, 2010–2011, 2011–2012 och 2018–2019), men ännu inte blivit iranska mästare.
Herrlaget kom tvåa i Asian Men's Club Volleyball Championship 2004–2005 medan damlaget kom fyra i Asian Women's Club Volleyball Championship 2020–2021.